# Всеросійська надзвичайна комісія з боротьби з контрреволюцією і саботажем при РНК РРФСР

Колишній пам'ятник Чекістам у Києві

Всеросійська надзвичайна комісія з боротьби з контрреволюцією і саботажем при РНК РРФСР, ВНК (від рос. Всероссийская чрезвычайная комиссия, ВЧК) — в 1917–1922 роках орган державної безпеки Російської РФСР, створений для боротьби з контрреволюцією і саботажем. Заснований на чолі з Феліксом Едмундовичем Дзержинським у грудні 1917 року. 1918 року були створені місцеві органи ВНК: губернські, повітові (ліквідовані у січні 1919 року), транспортні, фронтові й армійські ЧК, станом на 1918 р. налічувалося 40 губернських й 365 повітових надзвичайних комісій.

## Діяльність
ВНК проводила масові позасудові репресії в основному за класовим та ідеологічним принципом, впровадила масовий «червоний терор». Згідно зі звітом, опублікованим начальником відділу ВНК з боротьби з контрреволюцією М. Лацисом, 1918 року й за 7 місяців 1919 року було розстріляно 8 389 осіб, хоча існує думка, що ця цифра сильно применшена.
Ставлення до червоного терору очільника ВНК, Ф. Дзержинського, видно, зокрема, з наступних його слів:

| Нехай робітничий клас роздавить масовим терором гідру контрреволюції! Нехай вороги робітничого класу знають, що кожен затриманий зі зброєю в руках буде розстріляний на місці, що кожний, хто насмілиться на найменшу пропаганду проти радянської влади, буде негайно арештований і ув'язнений до концентраційного табору! |
| |

За даними Київської філії Особливої слідчої комісії з розслідувань злодіянь більшовиків генерала Рерберга (1918—1919):
|  | Розслідування комісії Рерберга встановило 4 800 вбивств у Києві осіб, імена яких вдалося встановити. З могил кладовищ вирито 2 500 трупів. Могил, старше 4—х тижнів не відкривали. Загальна кількість перебитих досягає 12 000 осіб (мешканці називали 30—40 тис. люд.). З них приблизно 700 відомих людей — 36 професорів, потім лікарі, інженери, лідери парт., колишні високі чиновники, генерали, найвищі духовні особи, представники купецтва й аристократії. 82 члени національного клубу, убиті всі в один день. Близько 5 000 колишніх офіцерів малих чинів, дрібних чиновників і службовців, рядове духовенство, залізничники, пригоничі, ремісники та інші громадяни. Приблизно 1 500—2 000 селян із губернії, головним чином з околиць, інші 4—5 тис. люд. — робочі. Імена вбивць, садистів, злочинців, що звалися народними комісарами, відомі. Вони встановлені за документами, знайденими в київських надзвичайках і за показами чекістів і свідків. 50% — євреїв з єврейськими прізвищами, 25% — євреїв з російськими псевдонімами, 15% — латишів, угорців і китайців, і лише близько 10% росіян. Із загальної кількості 20% були жінки. Із загальної кількості євреїв-чекістів близько 20% кримінальних злочинців. З російських — 80% кримінальних. У полтавській ЧК за короткий час змінилося 3 голови, вбивали один одного — всі три колишні каторжникиОригінальний текст (рос.) Расследование комиссии Рёрберга установило 4 800 убийств в Киеве лиц, имена которых удалось установить. Из могил кладбищ вырыто 2 500 трупов. Могил старше 4-х недель не открывали. Общее число перебитых достигает 12 000 человек (жители называли 30-40 тыс. ч.). Из них приблизительно 700 известных людей — 36 профессоров, потом врачи, инженеры, лидеры парт., прежние высшие чиновники, генералы, высшие духовные лица, представители купечества и аристократии. 82 члена национального клуба, убитые все в один день. Около 5 000 прежних офицеров малых чинов, маленьких чиновников и служащих, рядовое духовенство, железнодорожники, приказчики, ремесленники и другие граждане. Приблизительно 1 500—2 000 крестьян из губернии, главным образом из окрестностей, остальные 4-5 тыс. чел. — рабочие. Имена убийц, садистов, преступников, называвшихся народными комиссарами, известны. Они установлены по документам, найденным в киевских чрезвычайках и по показаниям чекистов и свидетелей. 50 % — евреев с еврейскими фамилиями, 25 % — евреев с русскими псевдонимами, 15 % — латышей, венгров и китайцев, и всего около 10 % русских. Из общего числа 20 % были женщины. Из общего числа евреев-чекистов около 20 % уголовных преступников. Из русских — 80 % уголовных. В полтавской ЧК в короткое время сменилось 3 председателя, убивавшие один другого — все три бывшие каторжники. |

Упродовж 1918–1922 років здійснювала спецоперації на території України та за її межами з ліквідації діячів УНР та повстанського антибільшовиського руху. Жертвою ВНК зокрема став український композитор Микола Дмитрович Леонтович.

## Подальша доля робітників ВНК
1922 року ВНК реорганізована (змінила назву) в Державне політичне управління (рос.  — ГПУ) з передачею повноважень і з фактичним переходом контролю й керування органами державної безпеки від політичної партії до Й. В. Сталіна, ГПУ поширило репресії й на власних співробітників, що було пов'язане з боротьбою Сталіна проти «троцькістів» і «зінов'євців» та пошуком інших внутрішніх ворогів.
Так, протягом 1920-х — 1930-х років були розстріляні приблизно 20 тисяч чекістів, серед них  — колишні керівники ВНК, що вважалися «соратниками Дзержинського»: А. X. Артузов, Г. І. Бокій, М. Я. Лацис, М. С. Кедров, В. М. Манцев, Г. С. Мороз, І. П. Павлуновський, Я. X. Петерс, М. А. Триліссер, Й. С. Уншліхт, В. В. Фомін.
Пізніше імена працівників, яким удалось уникнути репресій, були уславлені в СРСР. Іменами високопосадовців ВНК — Ф. Дзержинського, Г. Петровського були названі площі, вулиці і навіть ряд населених пунктів, зокрема, й міста Дніпропетровськ (нині — Дніпро) та Дніпродзержинськ (нині — Кам'янське). У багатьох містах України існували (а в деяких країнах колишнього СРСР існують і досі) також численні пам'ятники як «чекістам», так і окремим діячам ВНК. Нині натомість існує чимало пам'ятників жертвам діяльності ВНК, зокрема на території України — Меморіальний комплекс пам'яті жертв більшовицького терору 1921 р. [Архівовано 20 квітня 2008 у Wayback Machine.] у с. Базар Народицького р-ну Житомирської області та каплиця в ім'я ікони Знамення Пресвятої Богородиці на місці масових розстрілів жителів Ялти.

## Керівники ВНК в Україні
- Шварц Ісаак Ізраїлевич
- Факторович Олександр Йосипович
- Балицький Всеволод Аполлонович